# Hi, Mom!
Pour le film chinois de 2021 nommé Hi, Mom en anglais, voir Ni hao, Li Huanying.
Pour plus de détails, voir Fiche technique et Distribution.
Hi, Mom! est un film américain réalisé par Brian De Palma, sorti en 1970.
Le film suit les aventures du voyeur Jon Rubin (Robert De Niro), personnage déjà présent dans Greetings, le précédent long-métrage de Brian De Palma.

## Synopsis
Jon Rubin, vétéran de la guerre du Viêt Nam, est engagé par un producteur de films pornographiques afin de filmer ses voisins d'en face dans les moments les plus intimes.

## Fiche technique
- Titre original : Hi, Mom!
- Titre français alternatif : Les Nuits de New York
- Réalisation : Brian De Palma
- Scénario : Brian De Palma, d'après une histoire de Brian De Palma et Charles Hirsch
- Musique et paroles : Eric Kaz
- Photographie : Robert Elfstrom
- Montage : Paul Hirsch
- Directeur artistique : Pete Bocour
- Production : Charles Hirsch
- Société de production : West End Productions
- Distribution : Sigma III Corp. (États-Unis), MGM (États-Unis, vidéo)
- Format : noir et blanc et couleur (Eastmancolor) - 1,33:1
- Genre : Comédie noire
- Pays de production :  États-Unis
- Langue originale : anglais
- Dates de sortie :
  - New York : 27 avril 1970[1]

## Distribution
- Robert De Niro : Jon Rubin
- Jennifer Salt : Judy Bishop
- Allen Garfield : Joe Banner
- Charles Durning : Charles Durnham
- Gerrit Graham : Gerrit Wood
- Abraham Goren : le pervers au cinéma
- Peter Maloney : le pharmacien
- Paul Bartel : oncle Tom Wood
- Rutanya Alda : une femme dans le public de la séquence Be black baby
- Paul Hirsch : Avery Gunnz

## Autour du film
- Dans le film, le personnage de Robert De Niro, Rubin, auditionne pour le rôle d'un policier dans une troupe de comédiens-militants. Cette séquence annonce le monologue de Taxi Driver (que Paul Schrader avait d'abord proposé à De Palma) : « Are you talkin' to me? » demande un De Niro surexcité à un balai.
- Hi, Mom! est surtout connu pour sa séquence Be Black, Baby, particulièrement cynique. Filmé caméra à l'épaule, en noir et blanc, la séquence voit un groupe de comédiens afro-américains grimés en blanc mettre à rude épreuve des spectateurs intrigués. Insulté, à moitié violé, tabassé, le public (en majorité blanc) qui participe à ce projet va enfin "savoir ce que ça fait d'être noir".
- Sur certaines copies vidéo françaises, le film porte le titre de Les Nuits de New York. Selon certaines sources, ce titre serait à l'origine apparu sur certaines copies "pirates" du film. Par ailleurs, le film est connu sous d'autres titres, plus ou moins officiels : Confessions of a Peeping John, Blue Manhattan ou encore Son of Greetings[1].
- Déjà dans ce film, Brian De Palma montre son attachement au cinéma d'Alfred Hitchcock, notamment le côté voyeur de Fenêtre sur cour.

## Éditions en vidéo
Les Nuits de New York sort en France en DVD le 7 juin 2005.